# 국제금괴사건
"국제금괴사건"은 한국에서 제작된 장일호 감독의 1966년 영화이다. 이대엽 등이 주연으로 출연하였고 주동진 등이 제작에 참여하였다.

## 출연

### 주연
- 이대엽
- 남궁원

## 기타
- 조명: 김연
- 미술: 박석인